# Polly (Doktor Who)
Polly – postać fikcyjna z brytyjskiego serialu science-fiction Doktor Who. W postać wcieliła się Anneke Wills.
Polly była towarzyszką Pierwszego i Drugiego Doktora. Postać ta wystąpiła w 9. historiach (36. odcinkach). Tylko jedna historia z jej udziałem zachowała się w całości w archiwach BBC (The War Machines).

## Życiorys
Polly po raz pierwszy pojawia się w The War Machines, gdzie pracuje jako sekretarka dla profesora Bretta. Profesor rozwija sztuczną inteligencję znaną jako WOTAN. Dzięki temu Polly po raz pierwszy spotyka Doktora i Dodo, którzy przyjechali to sprawdzić. Polly zaprzyjaźnia się z Dodo i razem wybierają się do klubu nocnego o nazwie Inferno. Tam przyjaciółki spotykają smutnego Bena i postanawiają pocieszyć marynarza Royal Navy. Kiedy Polly zostaje zaatakowana tam przez WOTANa, Ben przychodzi jej na ratunek. Ostatecznie uciekają do rzekomej budki policyjnej, która okazuje się być statkiem Doktora, TARDIS.
Polly w przeciwieństwie do Dodo jest wyrafinowana, żywa, atrakcyjna oraz na przemian nieśmiała i agresywna. Jest otwarta na bezpieczeństwo udzielane przez Bena. On uznaje ją za elegancką i szykowną, nadając jej przydomek "Duchess" (pl. "Księżna"). Polly jest obecna z Benem podczas regeneracji pierwszego Doktora. Wraz z Drugim Doktorem i Benem spotkała m.in. Daleków, Cybermenów czy Macrę, a także nowego towarzysza Doktora, jakim okazuje się Jamie McCrimmon.
Gdy TARDIS trafia znowu do roku 1966 do Londynu w The Faceless Ones, Ben i Polly postanawiają opuścić Doktora i Jamiego.
W spin-offie Przygody Sary Jane (odcinek Śmierć Doktora) Sara Jane Smith wspomina, że Polly pracuje wraz z Benem w indyjskim sierocińcu.

## Występy

### Telewizyjne
| Historia                | Data premiery       | Data premiery        | Źródło            |
| Historia                | Pierwszy odcinek    | Ostatni odcinek      | Źródło            |
| Sezon 3 (1965-66)       | Sezon 3 (1965-66)   | Sezon 3 (1965-66)    | Sezon 3 (1965-66) |
| ----------------------- | ------------------- | -------------------- | ----------------- |
| The War Machines        | 25 czerwca 1966     | 16 lipca 1966        | [ 12 ] [ 3 ]      |
| Sezon 4 (1966-67)       |                     |                      |                   |
| The Smugglers           | 10 września 1966    | 1 października 1966  | [ 13 ] [ 4 ]      |
| The Tenth Planet        | 8 października 1966 | 29 października 1966 | [ 14 ] [ 5 ]      |
| The Power of the Daleks | 5 listopada 1966    | 10 grudnia 1966      | [ 15 ] [ 6 ]      |
| The Highlanders         | 17 grudnia 1966     | 7 stycznia 1967      | [ 16 ] [ 9 ]      |
| The Underwater Menace   | 14 stycznia 1967    | 4 lutego 1967        | [ 17 ] [ 18 ]     |
| The Moonbase            | 11 lutego 1967      | 3 marca 1967         | [ 19 ] [ 7 ]      |
| The Macra Terror        | 11 marca 1967       | 1 kwietnia 1967      | [ 20 ] [ 8 ]      |
| The Faceless Ones       | 8 kwietnia 1967     | 13 maja 1967         | [ 21 ] [ 10 ]     |